# Orphula jucunda
Orphula jucunda är en insektsart som beskrevs av Bolívar, I. 1896. Orphula jucunda ingår i släktet Orphula och familjen gräshoppor. Inga underarter finns listade i Catalogue of Life.